# 奧克蘭 (新澤西州)
奧克蘭（英語：Oakland）是位於美國新澤西州伯根縣的自治市鎮。

## 人口
根據2020年美國人口普查的數據，奧克蘭的面積為22.71平方千米，當中陸地面積為22.02平方千米，而水域面積為0.69平方千米。當地共有人口12748人，而人口密度為每平方千米561人。